# Ritratto di Aloisio Gonzaga
Il ritratto di Aloisio Gonzaga è un dipinto olio su tela di artista ignoto databile al XVI secolo circa e conservato presso il Kunsthistorisches Museum di Vienna, collezione di Ambras.

## Storia e descrizione
Il ritratto, che rappresenta il marchese di Castel Goffredo Aloisio Gonzaga (Luigi Alessandro Gonzaga) (1494-1549) in armi, fa parte di una serie di ritratti in miniatura di esponenti della famiglia Gonzaga e custodita all'interno del museo. Essa prende nome e proviene dal castello di Ambras di Innsbruck, in Austria e fu voluta da dall'arciduca Ferdinando II d'Austria, noto collezionista di ritratti e di armature. La raccolta presenta sia personaggi appartenuti al ramo principale che rappresentanti dei rami cadetti della dinastia Gonzaga.
Il ritratto in questione, eseguito da un pittore di corte, fa parte di una serie di cinque opere relative al ramo cadetto dei Gonzaga di Castel Goffredo, Castiglione e Solferino.
Sullo sfondo campeggia la scritta ALOYSIUS GONZAGA MARCHIO RODULFUS FILIVS, con chiaro riferimento alla carica di marchese e al padre Rodolfo (1452-1495).